# یوناس یربکو
یوناس یربکو (سوئدی: Jonas Jerebko؛ زادهٔ ۲ مارس ۱۹۸۷) یک بازیکن بسکتبال اهل سوئد است.
از باشگاه‌هایی که در آن بازی کرده‌است می‌توان به دیترویت پیستونز و بوستون سلتیکس اشاره کرد.